# Греков Митрофан Борисович
Митрофан Борисович Греков (3 червня 1882, хутір Шарпаєвка — 27 листопада 1934, Севастополь), справжнє ім'я Митрофан Павлович Мартищенко (рос. Митрофан Павлович Мартыщенко, зустрічається також варіант Мартиненко) — художник, майстер батального та жанрового живопису.

## Біографія
Навчався в Одеському художньому училищі з 1899—1903 рр. у К. К. Костанді, Г. О. Ладиженського і в Академії мистецтв у І. Ю. Рєпіна, Ф. О. Рубо, П. П. Чистякова
У 1911 р. взяв псевдонім «Греков».

## Пам'ять
До 100-сторіччя від дня заснування Одеського художнього училища у 1965 році йому було присвоєно ім'я М. Б. Грекова яке стало називатися — Одеським державним училищем ім. М. Б. Грекова, а у 1997 році на базі колишнього ОГХУ ім. М. Б. Грекова створюється Одеське художньо-театральне училище ім. М. Б. Грекова.
У своїх творах він відобразив бойовий шлях 1-ї Кінної армії, створив образ народу під час Громадянської війни, який героїчно бореться. Більшості картин Грекова характерні історична достовірність подій і типів, правдиве відтворення всієї атмосфери Громадянської війни.
У Новочеркаську працює Будинок-музей М. Б. Грекова.